# Fußballclub Hansa Rostock 1993-1994
Questa voce raccoglie le informazioni riguardanti il Fußballclub Hansa Rostock nelle competizioni ufficiali della stagione 1993-1994.

## Stagione
Nella stagione 1993-1994 l'Hansa Rostock, allenato da Jürgen Heinsch, concluse il campionato di 2. Bundesliga all'8º posto. In Coppa di Germania l'Hansa Rostock fu eliminato agli ottavi di finale dal Friburgo.

## Rosa
| N. |                     | Ruolo | Calciatore             |
| -- | ------------------- | ----- | ---------------------- |
| 1  | Germania (bandiera) | P     | Daniel Hoffmann        |
| 2  | Germania (bandiera) | C     | Timo Lange             |
| 5  | Germania (bandiera) | D     | Uwe Ehlers             |
| 8  | Germania (bandiera) | C     | Hilmar Weilandt        |
| 11 | Polonia (bandiera)  | A     | Sławomir Chałaśkiewicz |
| 13 | Germania (bandiera) | P     | Jens Kunath            |
| 17 | Germania (bandiera) | D     | Heiko März             |
| 21 | Germania (bandiera) | D     | Mike Werner            |
| 25 | Germania (bandiera) | D     | Marco Zallmann         |
|    | Germania (bandiera) | P     | Frank Habermann        |
|    | Germania (bandiera) | D     | Gernot Alms            |
|    | Germania (bandiera) | D     | Holger Bühner          |
|    | Bulgaria (bandiera) | D     | Pavel Dočev            |

| N. |                     | Ruolo | Calciatore         |
| -- | ------------------- | ----- | ------------------ |
|    | Germania (bandiera) | D     | Carsten Sänger     |
|    | Germania (bandiera) | D     | Stefan von Zschock |
|    | Germania (bandiera) | C     | Jens Dowe          |
|    | Germania (bandiera) | C     | Björn Laars        |
|    | Germania (bandiera) | C     | Aldo Majunke       |
|    | Germania (bandiera) | C     | Ingo Schlösser     |
|    | Germania (bandiera) | C     | Juri Schlünz       |
|    | Germania (bandiera) | A     | Olaf Bodden        |
|    | Germania (bandiera) | A     | René Gottwald      |
|    | Germania (bandiera) | A     | Marco Küntzel      |
|    | Germania (bandiera) | A     | Irsen Latifović    |
|    | Germania (bandiera) | A     | Stefan Persigehl   |

## Organigramma societario
Area tecnica
- Allenatore: Jürgen Heinsch
- Allenatore in seconda:
- Preparatore dei portieri:
- Preparatori atletici:

## Calciomercato

### Sessione estiva
| Acquisti | Acquisti        | Acquisti                 | Acquisti |
| R.       | Nome            | da                       | Modalità |
| -------- | --------------- | ------------------------ | -------- |
| D        | Uwe Ehlers      | Hansa Rostock II         |          |
| A        | Irsen Latifović | SV Böblingen             |          |
| C        | Ingo Schlösser  | Eintracht Francoforte II |          |

| Cessioni | Cessioni           | Cessioni              | Cessioni |
| R.       | Nome               | a                     | Modalità |
| -------- | ------------------ | --------------------- | -------- |
| A        | Jens-Peter Fischer | Eintracht Norderstedt |          |
| D        | Zenon Lissek       | Szombierki Bytom      |          |
| C        | Sven Oldenburg     | Herzlake              |          |
| A        | Thomas Reif        | Stahl Brandeburgo     |          |
| C        | Jörg Schmidt       | Homburg               |          |
| C        | Jens Wahl          | Chemnitz              |          |

### Sessione invernale
| Acquisti | Acquisti      | Acquisti          | Acquisti |
| R.       | Nome          | da                | Modalità |
| -------- | ------------- | ----------------- | -------- |
| D        | Pavel Dočev   | CSKA Sofia        |          |
| D        | Holger Bühner | Lokomotive Lipsia |          |

| Cessioni | Cessioni | Cessioni | Cessioni |
| R.       | Nome     | a        | Modalità |
| -------- | -------- | -------- | -------- |

## Risultati

### 2. Bundesliga

#### Girone di andata
| Arbitro: | Führer |

|                               |           |  |
| Bodden 23’, 63’, 76’ Dowe 47’ | Marcatori |  |

| Arbitro: | Leimert |

|               |           |  |
| Aden 32’, 83’ | Marcatori |  |

| Arbitro: | Pohlmann |

|  |           |              |
|  | Marcatori | 74’ Schmugge |

| Arbitro: | Fischer |

|                 |           |                                           |
| Zander 16’, 65’ | Marcatori | 20’, 85’ Lange 22’ Chałaśkiewicz 62’ Dowe |

| Arbitro: | Holz |

|                                |           |  |
| Chałaśkiewicz 28’ Zallmann 35’ | Marcatori |  |

| Colonia 28 agosto 1993, ore 15:30 CEST 6ª giornata | Fortuna Colonia | 0 – 0 referto | Hansa Rostock | Südstadion (1 500 spett.)\| Arbitro: \| Kiefer \| |
| Arbitro:                                           | Kiefer          |               |               |                                                   |

| Arbitro: | Hauer |

|                 |           |                |
| Bodden 10’, 20’ | Marcatori | 60’, 70’ Gries |

| Arbitro: | Ziller |

|                             |           |                                   |
| Hecker 68’, 79’ Kirsten 82’ | Marcatori | 24’ Dowe 63’ Bodden 66’ Latifović |

| Arbitro: | Ratzek |

|                     |           |  |
| Bodden 14’ Dowe 86’ | Marcatori |  |

| Arbitro: | Hotop |

|  |           |                            |
|  | Marcatori | 22’ Dowe 84’ Chałaśkiewicz |

| Arbitro: | Malbranc |

|                         |           |  |
| Bodden 70’ Weilandt 75’ | Marcatori |  |

| Arbitro: | Prengel |

|                                                |           |                   |
| Vorholt 40’ Menke 75’ Helmer 85’ Rauffmann 90’ | Marcatori | 65’ Chałaśkiewicz |

| Jena 23 ottobre 1993, ore 15:30 CET 13ª giornata | Carl Zeiss Jena | 0 – 0 referto | Hansa Rostock | Ernst-Abbe-Sportfeld (2 446 spett.)\| Arbitro: \| Frey \| |
| Arbitro:                                         | Frey            |               |               |                                                           |

| Arbitro: | Müller |

|  |           |                           |
|  | Marcatori | 31’ Lipinski 72’ Bangoura |

| Arbitro: | Dardenne |

|                                 |           |                          |
| Vrabec 15’ Moutas 58’ Bobic 64’ | Marcatori | 29’ Persigehl 33’ Bodden |

| Arbitro: | Kuhne |

|                     |           |           |
| Bodden 21’ Dowe 60’ | Marcatori | 75’ Vogel |

| Arbitro: | Casper |

|                            |           |              |
| Buvač 14’, 81’ Zampach 63’ | Marcatori | 18’ Zallmann |

| Arbitro: | Willems |

|                                   |           |           |
| Werner 45’ Lange 63’ Weilandt 90’ | Marcatori | 74’ Groth |

| Arbitro: | Ratzek |

|                                         |           |  |
| Wynalda 63’, 65’ Lust 77’ Stickroth 84’ | Marcatori |  |

#### Girone di ritorno
| Arbitro: | Hauer |

|                   |           |                        |
| Schlotterbeck 89’ | Marcatori | 69’ Küntzel 85’ Bodden |

| Arbitro: | Fandel |

|                       |           |            |
| Zallmann 57’ Dowe 62’ | Marcatori | 5’ Wegmann |

| Arbitro: | Wippermann |

|                                                  |           |                   |
| Pusch 23’ Ksienzyk 25’ Feinbier 65’ Szewczyk 68’ | Marcatori | 45’ Chałaśkiewicz |

| Arbitro: | Gläser |

|  |           |             |
|  | Marcatori | 78’ Pröpper |

| Arbitro: | Scheuerer |

|                       |           |           |
| Schnell 14’ Weber 65’ | Marcatori | 31’ Lange |

| Arbitro: | Frey |

|              |           |            |
| Zallmann 61’ | Marcatori | 42’ Deffke |

| Arbitro: | Hotop |

|  |           |              |
|  | Marcatori | 70’ Weilandt |

| Arbitro: | Strampe |

|               |           |  |
| Persigehl 24’ | Marcatori |  |

| Arbitro: | Casper |

|           |           |           |
| Reich 35’ | Marcatori | 15’ Lange |

| Arbitro: | Werthmann |

|                             |           |                       |
| Bodden 31’, 51’ Küntzel 45’ | Marcatori | 60’ Simon 69’ Freiler |

| Arbitro: | Domurat |

|                                 |           |  |
| Zweigler 11’ Wahl 23’ Shala 77’ | Marcatori |  |

| Arbitro: | Schäfer |

|            |           |           |
| Werner 53’ | Marcatori | 6’ Thoben |

| Rostock 6 maggio 1994, ore 19:30 CEST 32ª giornata | Hansa Rostock | 0 – 0 referto | Carl Zeiss Jena | Ostseestadion (1 600 spett.)\| Arbitro: \| Malbranc \| |
| Arbitro:                                           | Malbranc      |               |                 |                                                        |

| Arbitro: | Brandt-Chollé |

|                     |           |  |
| Kurth 58’ Thiel 90’ | Marcatori |  |

| Arbitro: | Weber |

|                      |           |  |
| Lange 74’ Bühner 82’ | Marcatori |  |

| Berlino 25 maggio 1994, ore 19:30 CEST 35ª giornata | TeBe Berlino | 0 – 0 referto | Hansa Rostock | Mommsenstadion (771 spett.)\| Arbitro: \| Weise \| |
| Arbitro:                                            | Weise        |               |               |                                                    |

| Arbitro: | Krug |

|                       |           |                                |
| Ehlers 67’ Bühner 86’ | Marcatori | 51’ Klopp 79’ Wagner 82’ Buvač |

| Arbitro: | Müller |

|                                        |           |  |
| Gries 9’, 22’, 70’ Groth 28’ Klütz 83’ | Marcatori |  |

| Arbitro: | Werthmann |

|                          |           |             |
| Dowe 16’, 18’ Bühner 56’ | Marcatori | 76’ Fengler |

### Coppa di Germania
| Arbitro: | Kemm |

|  |           |                          |
|  | Marcatori | 61’ Dowe 90’ (rig.) März |

| Arbitro: | Wolf |

|               |           |                              |
| Lemberger 70’ | Marcatori | 29’ Chałaśkiewicz 35’ Sänger |

| Arbitro: | Best |

|                             |           |  |
| Braun 4’ Todt 38’ Simon 76’ | Marcatori |  |

## Statistiche

### Statistiche di squadra
| Competizione      | Punti | In casa | In casa | In casa | In casa | In casa | In casa | In trasferta | In trasferta | In trasferta | In trasferta | In trasferta | In trasferta | Totale | Totale | Totale | Totale | Totale | Totale | DR |
| Competizione      | Punti | G       | V       | N       | P       | Gf      | Gs      | G            | V            | N            | P            | Gf           | Gs           | G      | V      | N      | P      | Gf     | Gs     | DR |
| ----------------- | ----- | ------- | ------- | ------- | ------- | ------- | ------- | ------------ | ------------ | ------------ | ------------ | ------------ | ------------ | ------ | ------ | ------ | ------ | ------ | ------ | -- |
| 2. Bundesliga     | 39    | 19      | 11      | 4       | 4       | 32      | 17      | 19           | 4            | 5            | 10           | 19           | 39           | 38     | 15     | 9      | 14     | 51     | 56     | -5 |
| Coppa di Germania | -     | 0       | 0       | 0       | 0       | 0       | 0       | 3            | 2            | 0            | 1            | 4            | 4            | 3      | 2      | 0      | 1      | 4      | 4      | 0  |
| Totale            | 39    | 19      | 11      | 4       | 4       | 32      | 17      | 22           | 6            | 5            | 11           | 23           | 43           | 41     | 17     | 9      | 15     | 55     | 60     | -5 |

### Andamento in campionato
| Giornata  | 1 | 2 | 3  | 4 | 5 | 6 | 7 | 8 | 9 | 10 | 11 | 12 | 13 | 14 | 15 | 16 | 17 | 18 | 19 | 20 | 21 | 22 | 23 | 24 | 25 | 26 | 27 | 28 | 29 | 30 | 31 | 32 | 33 | 34 | 35 | 36 | 37 | 38 |
| --------- | - | - | -- | - | - | - | - | - | - | -- | -- | -- | -- | -- | -- | -- | -- | -- | -- | -- | -- | -- | -- | -- | -- | -- | -- | -- | -- | -- | -- | -- | -- | -- | -- | -- | -- | -- |
| Luogo     | C | T | C  | T | C | T | C | T | C | T  | C  | T  | T  | C  | T  | C  | T  | C  | T  | T  | C  | T  | C  | T  | C  | T  | C  | T  | C  | T  | C  | C  | T  | C  | T  | C  | T  | C  |
| Risultato | V | P | P  | V | V | N | N | N | V | V  | V  | P  | N  | P  | P  | V  | P  | V  | P  | V  | V  | P  | P  | P  | N  | V  | V  | N  | V  | P  | N  | N  | P  | V  | N  | P  | P  | V  |
| Posizione | 1 | 6 | 12 | 8 | 4 | 4 | 3 | 5 | 3 | 3  | 3  | 3  | 3  | 6  | 7  | 4  | 7  | 3  | 8  | 5  | 5  | 6  | 6  | 10 | 10 | 9  | 6  | 6  | 6  | 6  | 7  | 6  | 7  | 6  | 6  | 8  | 9  | 8  |

Legenda:

Luogo: C = Casa; T = Trasferta. Risultato: V = Vittoria; N = Pareggio; P = Sconfitta.

### Statistiche dei giocatori
| Giocatore        | 2. Bundesliga | 2. Bundesliga | 2. Bundesliga | 2. Bundesliga | Coppa di Germania | Coppa di Germania | Coppa di Germania | Coppa di Germania | Totale   | Totale | Totale      | Totale     |
| Giocatore        | Presenze      | Reti          | Ammonizioni   | Espulsioni    | Presenze          | Reti              | Ammonizioni       | Espulsioni        | Presenze | Reti   | Ammonizioni | Espulsioni |
| ---------------- | ------------- | ------------- | ------------- | ------------- | ----------------- | ----------------- | ----------------- | ----------------- | -------- | ------ | ----------- | ---------- |
| G. Alms          | 16            | 0             | 1             | 0             | 3                 | 0                 | 1                 | 0                 | 19       | 0      | 2           | 0          |
| O. Bodden        | 32            | 13            | 12            | 0             | 3                 | 0                 | 1                 | 0                 | 35       | 13     | 13          | 0          |
| H. Bühner        | 17            | 3             | 6             | 1             | 0                 | 0                 | 0                 | 0                 | 17       | 3      | 6           | 1          |
| S. Chałaśkiewicz | 33            | 5             | 7             | 0             | 3                 | 1                 | 0                 | 0                 | 36       | 6      | 7           | 0          |
| P. Dočev         | 0             | 0             | 0             | 0             | 0                 | 0                 | 0                 | 0                 | 0        | 0      | 0           | 0          |
| J. Dowe          | 36            | 9             | 5             | 0             | 3                 | 1                 | 1                 | 0                 | 39       | 10     | 6           | 0          |
| U. Ehlers        | 12            | 1             | 1             | 0             | 0                 | 0                 | 0                 | 0                 | 12       | 1      | 1           | 0          |
| R. Gottwald      | 9             | 0             | 0             | 0             | 0                 | 0                 | 0                 | 0                 | 9        | 0      | 0           | 0          |
| F. Habermann     | 0             | 0             | 0             | 0             | 0                 | 0                 | 0                 | 0                 | 0        | 0      | 0           | 0          |
| D. Hoffmann      | 22            | 0             | 3             | 0             | 0                 | 0                 | 0                 | 0                 | 22       | 0      | 3           | 0          |
| J. Kunath        | 17            | 0             | 1             | 0             | 3                 | 0                 | 0                 | 0                 | 20       | 0      | 1           | 0          |
| M. Küntzel       | 15            | 2             | 0             | 0             | 0                 | 0                 | 0                 | 0                 | 15       | 2      | 0           | 0          |
| B. Laars         | 3             | 0             | 1             | 0             | 0                 | 0                 | 0                 | 0                 | 3        | 0      | 1           | 0          |
| T. Lange         | 36            | 6             | 10            | 0             | 3                 | 0                 | 0                 | 0                 | 39       | 6      | 10          | 0          |
| I. Latifović     | 5             | 1             | 0             | 0             | 3                 | 0                 | 0                 | 0                 | 8        | 1      | 0           | 0          |
| A. Majunke       | 6             | 0             | 0             | 0             | 0                 | 0                 | 0                 | 0                 | 6        | 0      | 0           | 0          |
| H. März          | 33            | 0             | 9             | 1             | 3                 | 1                 | 0                 | 0                 | 36       | 1      | 9           | 1          |
| S. Persigehl     | 28            | 2             | 3             | 1             | 2                 | 0                 | 0                 | 0                 | 30       | 2      | 3           | 1          |
| I. Schlösser     | 8             | 0             | 0             | 0             | 1                 | 0                 | 0                 | 0                 | 9        | 0      | 0           | 0          |
| J. Schlünz       | 19            | 0             | 5             | 1             | 1                 | 0                 | 0                 | 0                 | 20       | 0      | 5           | 1          |
| C. Sänger        | 30            | 0             | 3             | 0             | 3                 | 1                 | 0                 | 0                 | 33       | 1      | 3           | 0          |
| H. Weilandt      | 36            | 3             | 5             | 0             | 3                 | 0                 | 1                 | 0                 | 39       | 3      | 6           | 0          |
| M. Werner        | 35            | 2             | 5             | 2             | 2                 | 0                 | 1                 | 0                 | 37       | 2      | 6           | 2          |
| M. Zallmann      | 32            | 4             | 6             | 1             | 3                 | 0                 | 1                 | 0                 | 35       | 4      | 7           | 1          |
| S. von Zschock   | 5             | 0             | 0             | 0             | 0                 | 0                 | 0                 | 0                 | 5        | 0      | 0           | 0          |